# Kim Lukas
Kim Joanne Woodcock Lukas (1977. március 16. –) brit-olasz származású énekes- táncos- és színésznő. Legismertebb dala az "All I Really Want", amely számos európai országban került fel a slágerlistákra.

## Magánélet
Lukas az angliai Surrey-ben élt a családjával 13 évig, ahonnan Lancashire-be költöztek. Szeret könyvet olvasni - különösen életrajzokat -, és részt venni koncerteken, fesztiválokon. Van egy bátyja, aki a spanyolországi Málagában él.

## Színház
Kimet már fiatalon érdeklődést tanúsított a színház iránt, drámaklubokban vett részt két évig a Morris Dancer-ben. Két évig járt művészeti főiskolára, ahol diplomát szerzett. Ezután három évig tanult az Academy of Live and Recorded Arts drámaiskolában Londonban. Némi színházi tapasztalat megszerzése után az English Shakespeare Company által előadott Szentivánéji álomban Puck szerepét kapta meg.

## Zenei karrier
Lukas apja szenvedélyesen szerette a zenét és ez inspirálta arra, hogy olyan együtteseket és zenészeket hallgasson mint a The Beatles és Bob Dylan. Kim is szereti a popzenét, a kedvencei a Duran Duran, Madonna és a Five Star voltak. 12 éves korában szerepelt először televízióban, a Blue Peter című gyerekműsorban, ahol a "Halld az angyalok énekét!" című karácsonyi dalt adta elő.
Lukas találkozott Roberto Turatti producerrel, és a cégének elküldte az első kislemezének, az "All I Really Want"-nak a demóját. Kim Lukas szerint "a legtöbb dalomnak a szövege hétköznapi szituációkon alapul, amit az emberek megtapasztalnak, de néhány ezek közül az én személyes tapasztalatom is egyben". A dal kereskedelmileg sikeres volt, bejutott a slágerlistákon a legjobb 10 közé Ausztriában, Kanadában, Dániában és Olaszországban. Kim szerint "egy valóságos álom volt ez abban az időben".
Lukas számos dance együttes számára írt dalszövegeket, mint például Sagei Reinek vagy a Hard in Tango-nak.
2002-ben Lukas a Gay TV-n az Európai top 20 slágerlista műsorvezetője volt.
1999-ben Lukas találkozott Nathalie énekesnővel, akivel közösen dolgoztak rádiófesztiválokon. Neja-val együtt alkotják a Girls Party együttest. Massimo Perini producer egy duettet javasolt kettőjüknek, mint ahogy amúgy is együtt kívántak dolgozni. A "Change the World" című dal a Ritmica Records kiadónál jelent meg 2007-ben. Egy másik közös daluk, a "Breathe Again" az Inner Records-nál jelent meg 2011. július 12-én.
Lukas továbbra is föllép Olaszországban és gyakran Spanyolországban is.

## Fordítás
- Ez a szócikk részben vagy egészben  a   Kim Lukas című angol Wikipédia-szócikk fordításán alapul.  Az eredeti cikk szerkesztőit annak laptörténete sorolja fel. Ez a jelzés csupán a megfogalmazás eredetét és a szerzői jogokat jelzi, nem szolgál a cikkben szereplő információk forrásmegjelöléseként.